# Луизиана
 За френската колония вижте Луизиана (колония).  
Луизиана (на английски: Louisiana; на френски: Louisiane; на испански: Luisiana) е щат в САЩ, чийто пощенски код е LA, а столицата се казва Батън Руж. Луизиана е с площ от 135 651 км2 и има население от 4 601 893 жители (2012). В Луизиана се намира вторият по дължина мост в света. Построен е над езерото Пончартрейн и е с дължина 38 422 m.

## География
Луизиана граничи на запад с Тексас, на север с Арканзас, на изток с щата Мисисипи, а на юг с Мексиканския залив.
Релефът на Луизиана е предимно равнинен, с най-висока точка хълма Дрискил в северозападната част на щата с височина 163 м над морското равнище. Река Мисисипи протича през щата от север на юг в продължение на около 970 km, като в горната си част служи за граница с щата Мисисипи и се влива в Мексиканския залив на югоизток от Ню Орлиънс. От географска гледна точка, щатът може условно да бъде разделен на две части: височини на север и алувиални местности на юг по крайбрежието на Мексиканския залив. По-високите части и хълмове в северната и северозападната част на щата имат площ над 65 000 km2 и се състоят от прерии и гори. Алувиалният регион имат площ от около 52 000 km2 и включва блатисти райони и бариерни острови. От 1932 до 2010 г. щатът губи 1800 квадратни мили от своята площ поради покачването на морското равнище и ерозията.
Климатът в Луизиана е влажен субтропичен климат. Средната температура е около 20 °C. Зимите са меки (средно 12 °C), а лятото като цяло горещо и влажно (над 35 °C с много висока влажност), повлияно от близостта на Мексикански залив. Най-високата измерена температура в Луизиана е 46 °C регистрирана на 10 август 1936 г. в Плейн Дилинг в северозападната част на щата, а най-ниската е −27 °C, измерена на 13 февруари 1899 г. в Минден.
Луизиана често е засегната от тропически бури, особено в низините около и в района на Ню Орлеан. Уникалната география на региона, с множеството заливи и блата, прави южните части на щата уязвими от наводнения при големи урагани. Районът също е предразположен към чести гръмотевични бури, особено през лятото.

## Градове
- Александрия
- Батън Руж
- Шривпорт
- Гонзалес
- Западен Монро
- Ковингтън
- Монро
- Ню Орлиънс
- Оукдейл
- Пайнвил
- Уинсбъро
- Уинфилд
- Франклин

## Окръзи
Луизиана се състои от 64 окръга:
1. Авойелс
2. Акейдия
3. Айбирия
4. Алън
5. Асеншън
6. Асампшън
7. Биенвил
8. Боръгард
9. Боужър
10. Върмилиън
11. Върнън
12. Грант
13. Джаксън
14. Джеферсън
15. Джеферсън Дейвис
16. Де Сото
17. Западен Батън Руж
18. Западен Керъл
19. Западна Фелишиана
20. Ибервил
21. Иванджълийн
22. Източен Батън Руж
23. Източен Керъл
24. Източна Фелишиана
25. Кадо
26. Калкасиу
27. Камърън
28. Катахула
29. Клейборн
30. Колдуел
31. Конкордия
32. Лафурш
33. Медисън
34. Накогдоч
35. Ред Ривър
36. Ричланд
37. Франклин
38. Ла Сал
39. Лафайет
40. Ливингстън
41. Линкълн
42. Морхаус
43. Орлиънс
44. Плакъмънс
45. Пойнт Купи
46. Рапидс
47. Сейбайн
48. Сейнт Бърнард
49. Сейнт Джеймс
50. Сейнт Джон дъ Баптист
51. Сейнт Ландри
52. Сейнт Мартин
53. Сейнт Мери
54. Сейнт Тамани
55. Сейнт Хелъна
56. Сейнт Чарлс
57. Тангипахоа
58. Тенсо
59. Теръбон
60. Уошито
61. Уебстър
62. Уин
63. Уошингтън
64. Юниън